# Pastebin.com
pastebin.com est un site offrant un service de pastebin. Il a été créé en 2002 et a atteint 1 million de pages actives (à l'exclusion du spam et des pages expirées) huit ans plus tard, en 2010. En février 2010, Paul Dixon, le propriétaire original, vend Pastebin.com à Jeroen Vader, un entrepreneur néerlandais spécialisé dans la publication en série dans Internet. Quelques semaines après le transfert, Vader lance une nouvelle version du site Web qu’il baptise V2.0. Au début de 2011, la V3.0 est lancée.
En octobre 2011, le nombre de pages actives du site dépasse 10 millions. En juillet 2012, les propriétaires de Pastebin.com ont tweeté qu'ils avaient déjà dépassé la barre des 20 millions de pages actives. Le 9 juin 2015, ils ont annoncé qu'ils avaient atteint 65 millions de pages actives. Ils ont également mentionné qu'environ 75% des pages sont soit non répertoriées, soit privées.
En 2015, Pastebin.com atteint 95 millions de pages actives et plus de 2 millions de membres.
Lors des manifestations vénézuéliennes de 2014, Pastebin.com est bloqué par le gouvernement du pays en tant que site sur lequel les activistes partageaient des informations.
Pastebin.com est une source populaire de liens .onion sur sites du Darkweb.